# ليو هيغويتا
ليو هيغويتا (بالقازاقية: Игита) (بالبرتغالية: Leo Higuita) هو لاعب كرة الصالات ‏ ولاعب كرة قدم برازيلي وكازاخستاني في مركز حراسة المرمى، ولد في 6 يونيو 1986 في ريو دي جانيرو في البرازيل. لعب مع AFC Kairat ‏.